# Signe Hebbe
Signe Hebbe (30. července 1837 Jönköping – 14. února 1925 Stockholm) byla švédská operní sopránistka a instruktorka.

## Životopis
Signe Hebbe se narodila v létě 1837 novinářce Wendele Hebbe a jejímu manželovi Clemensovi Hebbe.
V roce 1848 byla v jedenácti letech přijata na školu Královské švédské opery. Stala se studentkou Karoliny Bockové a studovala hudbu v lindbladské klavírní škole. V letech 1852–54 studovala na konzervatoři v Berlíně.
Signe Hebbe debutovala jako herečka v Královském dramatickém divadle v roce 1855. V mluveném dramatu jí nebyly poskytnuty dobré recenze, a proto pokračovala ve studiu zpěvu.
V roce 1856 byla přijata ke studie na konzervatoři v Paříži. Byla první studentkou ze Skandinávie, které bylo takové stipendium poskytnuto. Sama vedla lekce mimiky a v roce 1860 začala působit jako instruktorka Sarah Bernhardtové, když během jeho nepřítomnosti nahradila jejího běžného učitele Élieho.
Své pěvecké schopnosti rozvinula pod vedením Francesca Lampertiho v Miláně, a herectví studovala u Adelaide Ristori a Ernesta Rossiho.

### Operní pěvkyně
Jako operní pěvkyně Signe debutovala ve Frankfurtu. V letech 1861–62 účinkovala v Lyonu a obsadila také národní divadlo v Mannheimu.
V letech 1864 až 1879 cestovala po Evropě jako operní a koncertní pěvkyně a vystoupila ve Stockholmu, Karlsruhe, Kodani, Théâtre-Lyrique v Paříži, Varšavě, Ženevě, Miláně, Palermu, Helsinkách a Oslu.
Za své hraní byla kritizována, protože nedodržovala akceptovaný výklad rolí. Zajímala se o ženské problémy, raději dávala ženským částem v opeře nezávislejší a silnější interpretaci než tradiční slabé interpretace, což byly inovace, které ji vystavovaly kritice za to, že se nepřizpůsobila operním tradicím.

### Instruktorka
Signe Hebbe v letech 1871 až 1925 působila jako hlasový trenér a instruktor zpěvu. V roce 1877 otevřela svou vlastní školu. Od roku 1883 byla činná ve škole Dramatens elevskola, v letech 1886–88 v Královské švédské akademii hudby a v letech kolem 1900 v Královském dramatickém divadle.
Údajně však raději pracovala ve své vlastní škole. Ve své škole byla instruktorkou v technice v řeči, zpěvu, mimice a analýze role. Do Švédska z Paříže přinesa techniku hlubokého dýchání, které v Paříži absolvovala pod vedením Françoise Delsarta.
Měla studenty z celé Skandinávie, Evropy a USA. Jejími významnými žáky byli například John Forsell a Carolina Östbergová.
Signe Hebbe zemřela v zimě roku 1925 ve věku 87 let ve Stockholmu.